# Padesh Ridge
Padesh Ridge (englisch; bulgarisch хребет Падеш chrebet Padesch) ist ein felsiger, in ost-westlicher Ausrichtung 12,7 km langer, 2,2 km breiter und im Mount Baleen bis zu 910 m hoher Gebirgskamm in den Aristotle Mountains an der Oskar-II.-Küste des Grahamlands auf der Antarktischen Halbinsel. Er überragt den nördlich liegenden Rachel-Gletscher sowie den südlich von ihm fließenden Starbuck-Gletscher.
Britische Wissenschaftler kartierten ihn 1976. Die bulgarische Kommission für Antarktische Geographische Namen benannte ihn 2013 nach der Ortschaft Padesch im Südwesten Bulgariens.